# Бои за Рубежное (2022)
Бои за Рубе́жное — боевые действия за город Рубежное Луганской области в рамках наступления вооружённых сил России и самопровозглашённой ЛНР на востоке Украины, начавшегося в результате вторжения России на Украину 24 февраля 2022 года. Бои за город продолжались с 16 марта по 13 мая 2022 года и закончились победой ВС РФ и НМ ЛНР. В ходе боёв большая часть города была разрушена.

## Ход боёв

### Март
15 марта в результате российского обстрела четыре человека погибли и были разрушены школа-интернат для детей-инвалидов, больница и три школы в городе Рубежное, сообщает телеканал Громадское.
16 марта украинские войска отбили несколько атак на Рубежное.
17 марта в социальных сетях появилось видео, на котором народная милиция ЛНР поднимают флаг ЛНР над административным зданием в Рубежном. Генштаб Украины сообщил, что российские силы захватили западные и северо-западные окраины города Рубежное, а по состоянию на полдень ведут штурм южной части города.
18 марта российские силы частично заняли Рубежное. Генштаб Украины заявил, что к полдню войскам России и ЛНР удалось занять неуточнённую территорию в районе Рубежного. Минобороны РФ заявило, что силы ЛНР «зачищают» оставшиеся украинские войска в южной части Рубежного.
19 марта согласно заявлениям Генштаба Украины, российским войскам в ходе продолжающегося штурма Рубежного удалось закрепиться в западных и северо-западных окраинах города.
20 марта силы России и ЛНР достигли ограниченных успехов к северу от Рубежного, заняв село Варваровка.
24 марта украинские представители Луганской области признали успешное продвижение российских сил в Рубежном. Генштаб Украины заявил, что российские войска насильно эвакуируют жителей Рубежного и Кременной в город Воронеж, однако ISW не смог независимо подтвердить это заявление.
25 марта российские силы приостановили наземные операции для перегруппировки.
26 марта согласно сообщениям Генштаба Украины, ВС РФ предприняли небольшие наземные штурмы для занятия Рубежного. Согласно источникам в соцсетях, российские силы регулярно атакуют сёла в этом районе, обстреливая территорию с вертолётов.
Российские Telegram-каналы распространили видео, на котором, как заявляется, чеченцы вместе с членами российского мотоклуба «Ночные волки» «освобождают» украинских гражданских в Рубежном. ISW отмечает, что российским силам не удалось занять Рубежное, и что видео, скорее всего, является фейком и было снято в другом месте.
27 марта генштаб Украины заявил, что украинские войска отбивают российские атаки на Рубежное.
28 марта продолжились бои в Рубежном, однако российским войскам не удалось добиться существенного прогресса.
31 марта ВСУ продолжили отражать атаки российских сил, сконцентрированные на Попасной и Рубежном. Генеральный штаб России заявил, что силам ЛНР удалось занять посёлок Житловка; ISW не смог подтвердить это заявление.

### Апрель
1—2 апреля Вооружённые силы Российской Федерации сконцентрировали наступление на Попасной и Рубежном.
3 апреля глава Луганской ОВГА Сергей Гайдай обвинил мэра Рубежного в сотрудничестве с ЛНР.
Представители ЛНР заявили, что они очищают Рубежное и эвакуируют жителей, при этом обвинив украинские войска в разрушениях, нанесённых городу. ISW предполагает, что речь о повреждениях в результате обороны.
4 апреля российские силы продолжили концентрировать наступление на Попасной и Рубежном. Местные власти и российские силы опубликовали видеозаписи, которые подтверждают ведение уличных боёв в Рубежном.
5 апреля российские силы продолжают операцию по захвату Рубежного, преимущественно полагаясь на воздушные и артиллерийские атаки. Вероятно, именно в результате одной из таких атак был уничтожен контейнер с азотной кислотой.
6 апреля Глава Луганской ОГА Сергей Гайдай заявил, что российские войска заняли 60 % территории Рубежного.
7 апреля, по заявлению украинских сил, в Кременной была проведена успешная контратака, по результатам которой российские силы были отброшены на 6-10 километров назад.
8—10 апреля российские силы сконцентрировались на Попасной, Рубежном и Северодонецке, однако не достигли значительных успехов.
11 апреля Опубликованные чеченскими силами видеозаписи подтверждают, что чеченские подразделения Росгвардии находятся в северо-восточных окраинах Рубежного.
12 апреля продолжились артобстрелы Рубежного, в городе идут уличные бои. Сообщается, что чеченские подразделения окапываются в районе города.
16 апреля российские войска продолжили артобстрелы города, в результате которых была уничтожена городская инфраструктура.
18 апреля глава Луганской ОГА Сергей Гайдай заявил, что российским силам удалось занять Кременную.
19 апреля российские силы продолжили артобстрел города.
20 апреля российские войска продолжили штурмовые операции. Глава Чеченской Республики Рамзан Кадыров заявил, что чеченцы совместно с ЛНР полностью заняли Рубежное, однако Институт по изучению войны не смог независимо подтвердить это заявление, а украинский Генштаб за час до сообщения Кадырова заявлял о сохранении контроля в Рубежном. Видеозаписи подтверждали возможный контроль центра города российскими войсками.
Российские источники также заявили о взятии российскими силами Кременной и Старой Краснянки.
21 апреля в Рубежном российские силы, скорее всего, смогли достичь локальных успехов, однако заявления со стороны России о полном взятии города скорее всего ложные.
Министерство обороны РФ заявило о захвате Кременной, однако ISW не может подтвердить это утверждение.
23 апреля независимые журналисты и пользователи социальных сетей определили, что российские силы были замечены в северо-восточной части Рубежного, где продолжаются уличные бои.
24 апреля видеозаписи, на которых запечатлены военнослужащие ЛНР, подтверждают, что российским силам удалось занять населённые пункты Поповка, Песчаное, Житловка и Кременная.
25 апреля генштаб Украины заявил, что украинским силам удалось отразить атаку на Рубежное. Глава Луганской ОГА Сергей Гайдай заявил о том, что высокопоставленные руководители ЛНР и перебежчики были убиты в результате предполагаемого взрыва газа во время встречи в Кременной.
30 апреля генштаб Украины заявил, что российские силы намереваются захватить Рубежное и Попасную чтобы использовать их как плацдарм для продвижение в сторону Лимана и Славянска.

### Май
1 мая российские войска продолжили пытаться занять Рубежное в наземной операции при поддержке артиллерии.
Генштаб Украины сообщил, что российские силы блокируют украинские позиции в районе Рубежного, дабы не допустить манёвров украинской армии.
2 мая российские войска продолжают пытаться занять Рубежное.
4 мая глава Луганской ОВА Сергей Гайдай заявил, что запасов воды и еды у жителей Рубежного осталось на одну неделю.
5 мая российские силы нанесли удары по предприятиям в Рубежном.
7 мая российские силы продолжают наземные атаки по Рубежному и Кременной.
9-11 мая украинские источники сообщают о тяжёлых боях вокруг Рубежного.
11 мая Чеченские подразделения и войска ЛНР зашли на химический завод «Заря», расположенный между Рубежным и Воеводовкой.
12 мая глава Луганской ОВА Сергей Гайдай заявил, что украинские войска частично контролируют Рубежное, однако украинские военные заявили, что контролируют лишь трассу Т1302 на западных окраинах города. На заводе «Заря» продолжились бои. По данным CNN, украинскими войсками был уничтожен мост между Рубежным и Северодонецком.
13 мая телекомпания CNN со ссылкой на многочисленные сообщения заявила, что украинские войска покинули Рубежное.
Украинские войска скорее всего окружили Рубежное с северо-запада.

Разрушения в Рубежном после боёв
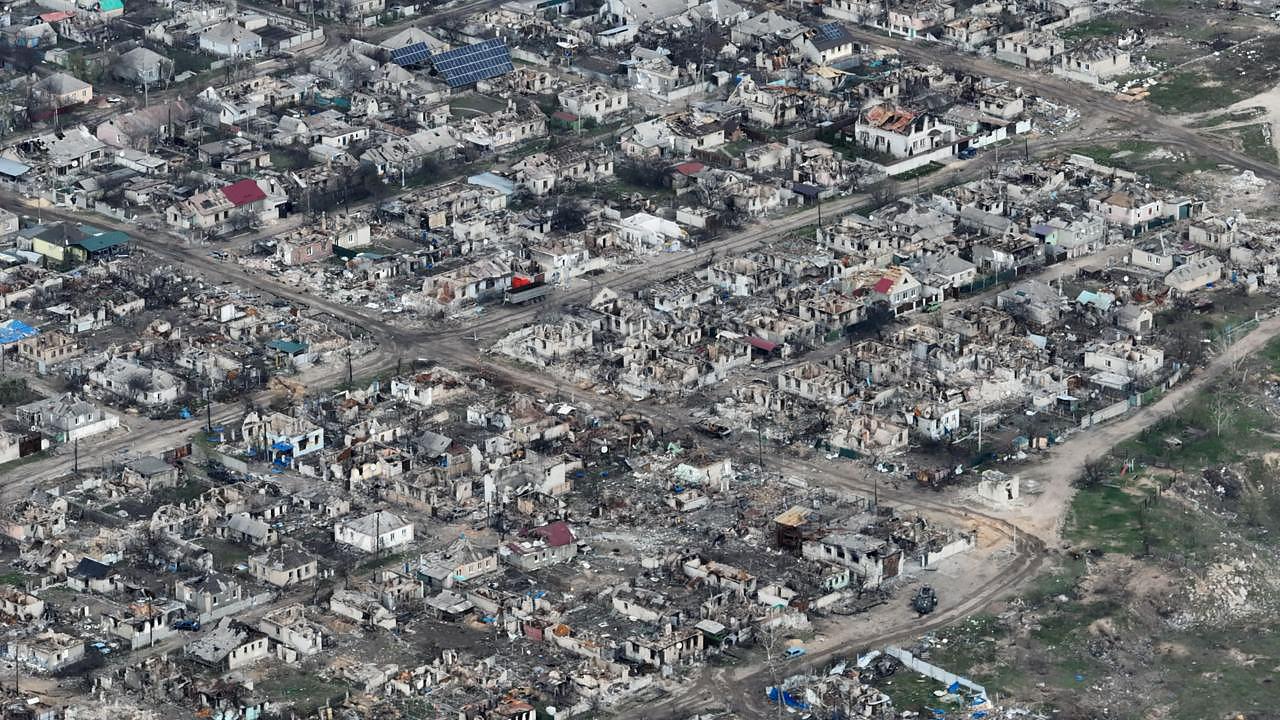
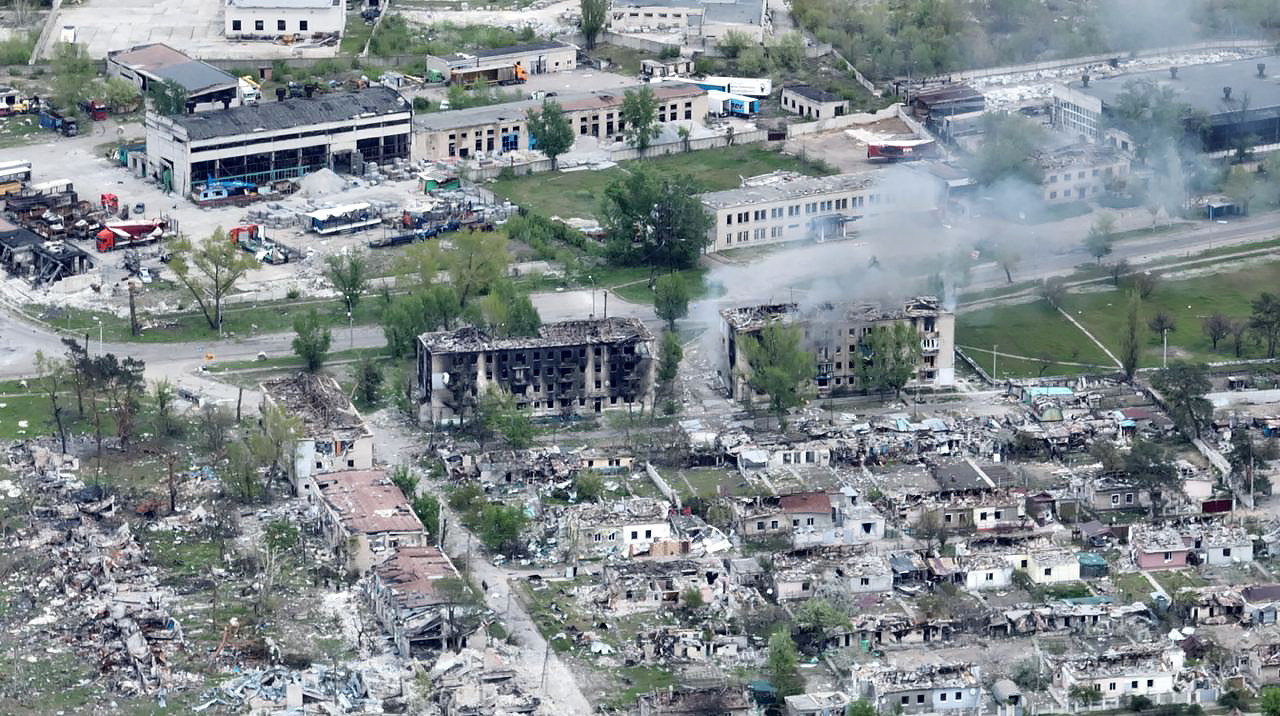